# Auerberg (Allgäu)

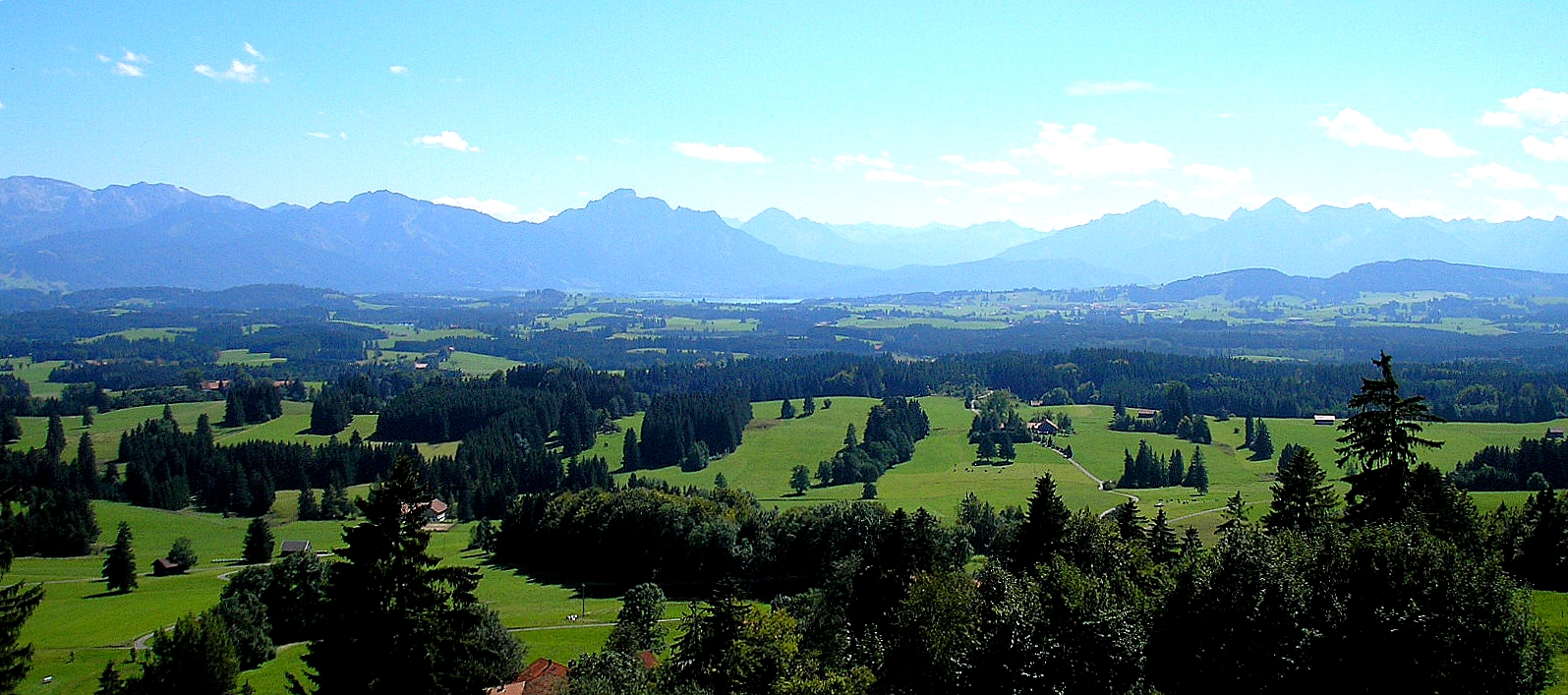
Blick nach Südosten ins Füssener Land mit Ammergauer Alpen (links) und Tannheimer Bergen (rechts)

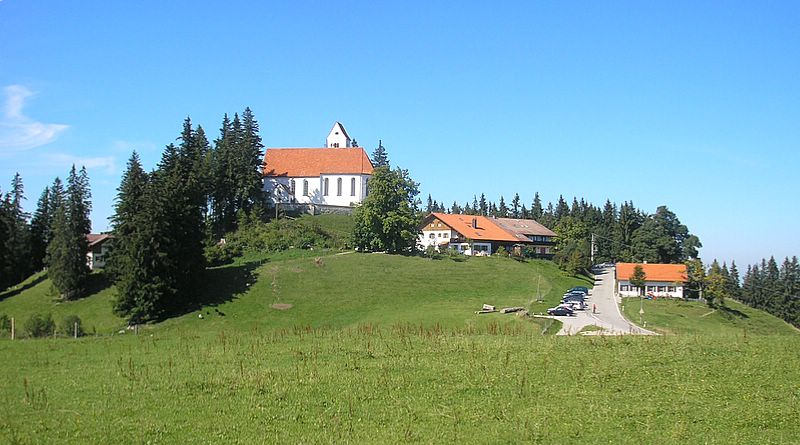
St.-Georgs-Kirche auf dem Gipfel des Auerbergs (Ansicht von Süden)

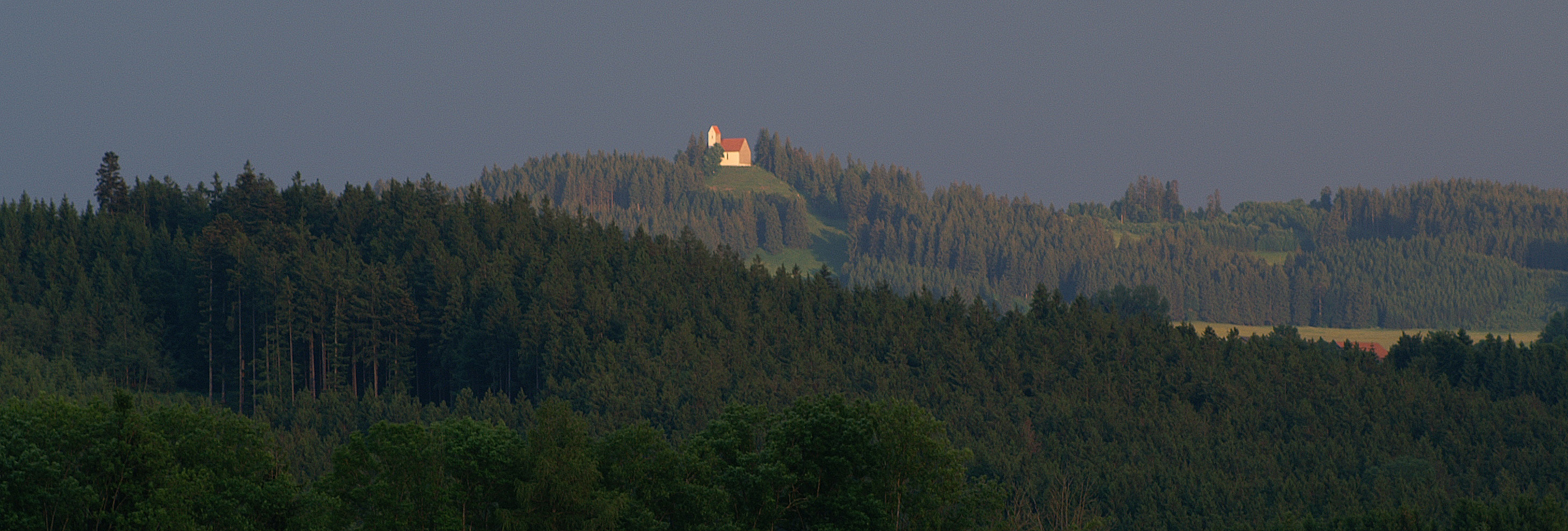
Der Auerberg von Nordwesten

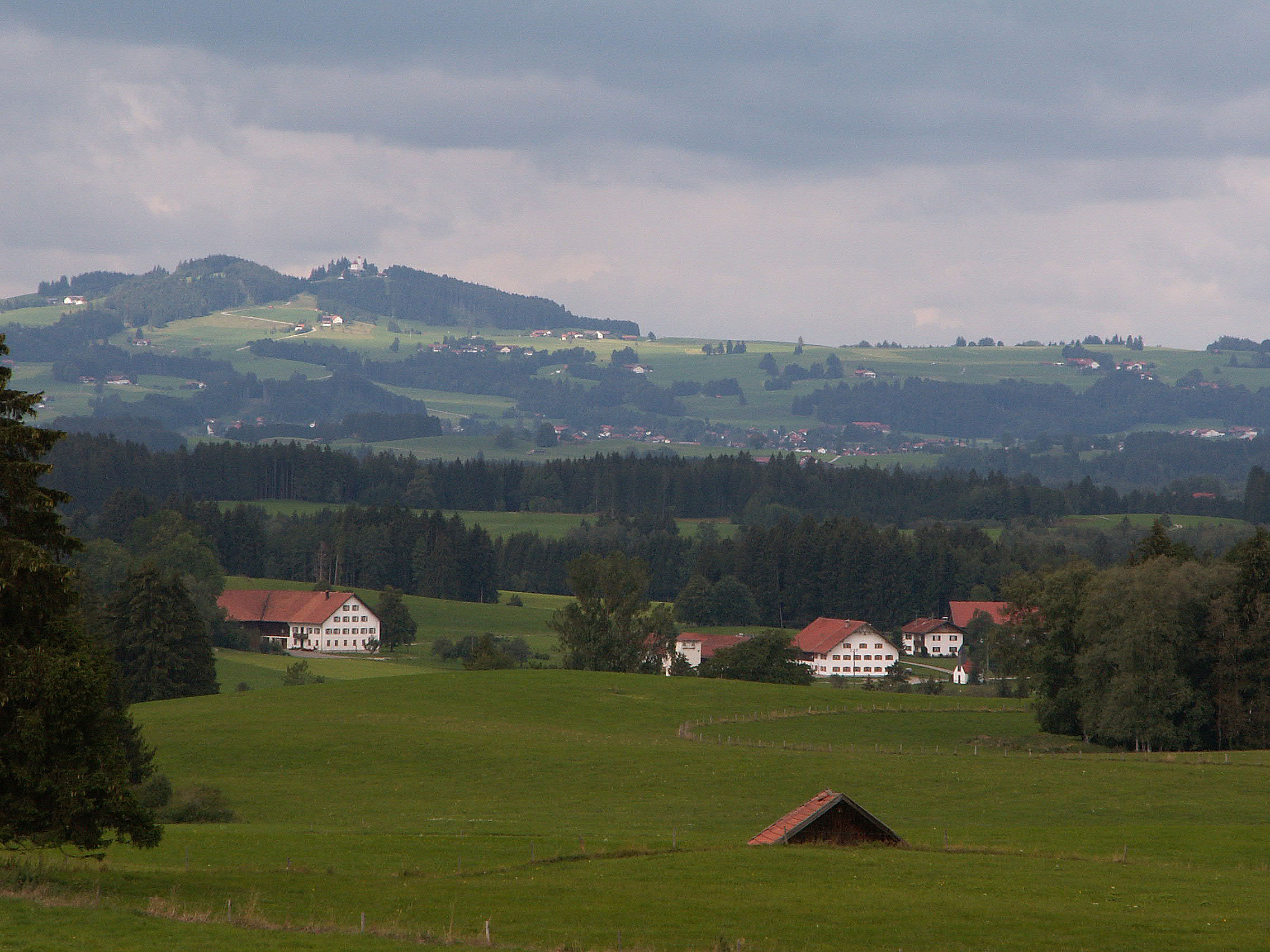
Auerbergland von Osten

Der Auerberg, auch Schwäbische Rigi genannt, ist ein 1055 m ü. NHN hoher Berg des zum Bayerischen Alpenvorland gehörenden Allgäus. Er liegt in den Gemeindegebieten von Bernbeuren im Landkreis Weilheim-Schongau (Oberbayern) und Stötten am Auerberg im Landkreis Ostallgäu (Schwaben). Wegen der Aussichtsmöglichkeit zu den Alpen, besonders von der auf dem Gipfel stehenden St.-Georgs-Kirche, ist der Berg beliebtes Ausflugsziel.

## Geographie

### Lage
Der Auerberg erhebt sich im Ostteil des Allgäus an der Grenze der Regierungsbezirke Oberbayern mit der Gemeinde Bernbeuren und Schwaben mit der Gemeinde Stötten am Auerberg. Sein Gipfel und der Großteil seiner Hochlagen gehören zu Bernbeuren, dessen Kernort rund 3 km östlich am Schwanbach-Zufluss Grönenbach (im Lech-Einzugsgebiet) liegt. Seine Westflanke zählt zu Stötten, dessen Kernort sich etwa 3,5 km westlich am Wertach-Zufluss Geltnach befindet. Der Auerberg wurde in zwei Zonen unterteilt, den Schlossberg östlich und den Kirchberg westlich.
Am Berg liegen neben dem um den Gipfel angesiedelten Weiler Auerberg weiter folgende Höfe und Weiler: Eschach, Günther, Helmer, Hohenösch, Prachtsried und Sennhof im Gemeindegebiet von Bernbeuren und Buchen, Geisenhofen, Hofen, Pracht, Reinharden, Salchenried, Unterbuchen, Weghof und Winkel im Gemeindegebiet von Stötten.
Der kuppenförmige Berg übertrifft den 22 km Luftlinie nordöstlich gelegenen und wesentlich bekannteren Hohen Peißenberg (988 m; auch Bayerischer Rigi genannt) um 67 m Höhe und ist teilweise bewaldet. Bis auf Hochlagen vom Westhang zieht sich das Landschaftsschutzgebiet Auerberg (CDDA-Nr. 395805; 1980 ausgewiesen; 3,306 km² groß).

### Naturräumliche Zuordnung
Der Berg ist in der naturräumlichen Haupteinheitengruppe Subalpines Jungmoränenland (Nr. 03), in der Haupteinheit Wertach-Lech-Jungmoränenland (036) und in der Untereinheit Nordöstliches Wertach-Lech-Jungmoränenland (036.1) das zentrale Glied im Naturraum Auerberg (036.11).

## Geschichte
Erste Spuren der Besiedelung um den Auerberg in der Jungsteinzeit (etwa 2500 Jahre vor Chr.) sind seit 1918 durch den Fund eines Steinbeils im Ort Heggen belegt.

### Römerzeit
In der ersten Hälfte des 1. Jahrhunderts n. Chr. ist auf dem Berg eine römische Zivilsiedlung belegt, in der zumindest zeitweise auch Soldaten anwesend waren. Neben verschiedenen Wohn- und Wirtschaftsbauten, deren Reste sich im archäologischen Befund nachweisen lassen, ist vor allem ein großer Erdwall erhalten, der die beiden Bergkuppen des Auerbergs umschließt. Hinzu kommen reiche Fundstücke, von denen einige Importstücke darstellen. Dendrochronologische Untersuchungen haben erwiesen, dass die Siedlungsaktivitäten spätestens im Jahr 13 n. Chr. begannen. Einige Kilometer östlich führte entlang des wilden Gebirgsflusses Lech die römische Staatsstraße Via Claudia Augusta aus Oberitalien kommend am Berg vorbei nach Norden in den Landsberger Raum, wo sie bei Epfach auf die Römerstraße Cambodunum (Kempten)–Abodiacum stieß. Von einigen Forschern wird die römische Siedlung auf dem Auerberg mit dem Ort Damasia (altgriechisch Δαμασία) identifiziert, den der griechische Forscher Strabon in seinem geographischen Handbuch als keltischen Ort der Voralpenregion nennt und als „ὥσπερ ἀκρόπολις“ („gleichsam eine Akropolis“, übersetzbar als „wie eine hoch aufragende/oben gelegene Stadt“) charakterisiert. Es sind von dort jedoch bisher (Stand 2015) keine auf vorrömische Besiedlung hinweisende Funde bekannt.
Da die Provinz Raetia möglicherweise in den Jahren 10–12 n. Chr. unter der Verantwortung des späteren Kaisers Tiberius eingerichtet wurde, hat C. Sebastian Sommer angenommen, dass die Ansiedlung auf dem Auerberg im Zusammenhang mit diesen Verwaltungsmaßnahmen als neuer Provinzhauptort errichtet wurde. Die Aufgabe des Ortes folgte den Grabungsergebnissen nach jedoch bereits nach wenigen Jahrzehnten, vermutlich relativ bald nach 40 n. Chr. Dafür könnte verantwortlich gewesen sein, dass mit der Sicherung und Erschließung des Alpenvorlandes in der Zwischenzeit die geschützte Lage des Ortes nicht mehr von Bedeutung und die schlechte Erreichbarkeit nur noch ein Nachteil war. Als Provinzhauptstadt fungierte spätestens ab dieser Zeit Cambodunum (heute Kempten).
Die Epoche der Römer auf dem Auerberg ist in einer Ausstellung des Auerbergmuseums in Bernbeuren museumspädagogisch aufbereitet.

### Völkerwanderung und später
Germanische Einfälle in der Zeit der Völkerwanderung führten zu einer flächendeckenden Landnahme und ab dem 6. und 7. Jahrhundert zur Entwicklung einer keltisch-alemannisch-römischen Mischbevölkerung. Gleichzeitig gewann das Christentum an Boden. Die Urpfarrei St. Georg auf dem Auerberg dürfte bereits in der Zeit um 800 n. Chr. entstanden sein.

## Veranstaltungen
Der Georgiritt auf dem Auerberg findet alljährlich seit 1925 am Sonntag nach dem Namensfest des hl. Georg (23. April) statt. Zuerst wird eine feierliche Feldmesse mit einer Pferdesegnung zelebriert, danach umrunden alle Reiter einschließlich des Ortsgeistlichen hoch zu Ross in einem prächtigen Festzug die auf dem Gipfel stehende St.-Georgs-Kirche.
Seit dem Jahr 2000 wird alljährlich der Auerberg-Triathlon veranstaltet. Die Schwimmstrecke (1.500 m) wird im Haslacher See zwischen Bernbeuren und dem Nachbarort Burggen absolviert, die Radrennstrecke mit einer Gesamtdistanz von 42 km auf einem dreimal zu durchfahrenden Rundkurs zwischen Burggen und dem Ortsteil Dessau, und der abschließende 10-km-Lauf im Gemeindegebiet von Bernbeuren.
Bereits seit 2003 findet alljährlich am Muttertag, also am zweiten Maiwochenende, der Mtb-Auerberg-Marathon statt, ein Mountainbikerennen, das in Kaufbeuren startet und endet und am Berg seinen Wendepunkt hat. Mit etwa 63 km Distanz und 1070 Metern Höhenunterschied ist das Rennen eine Herausforderung für alle ambitionierten Mountainbikefahrer und Hobbyradler.
Von 1967 bis 1987 fand das Auerbergrennen statt, dem seit 2017 in Form einer historischen Bergfahrt als Gleichmäßigkeitswettbewerb gedacht wird. 

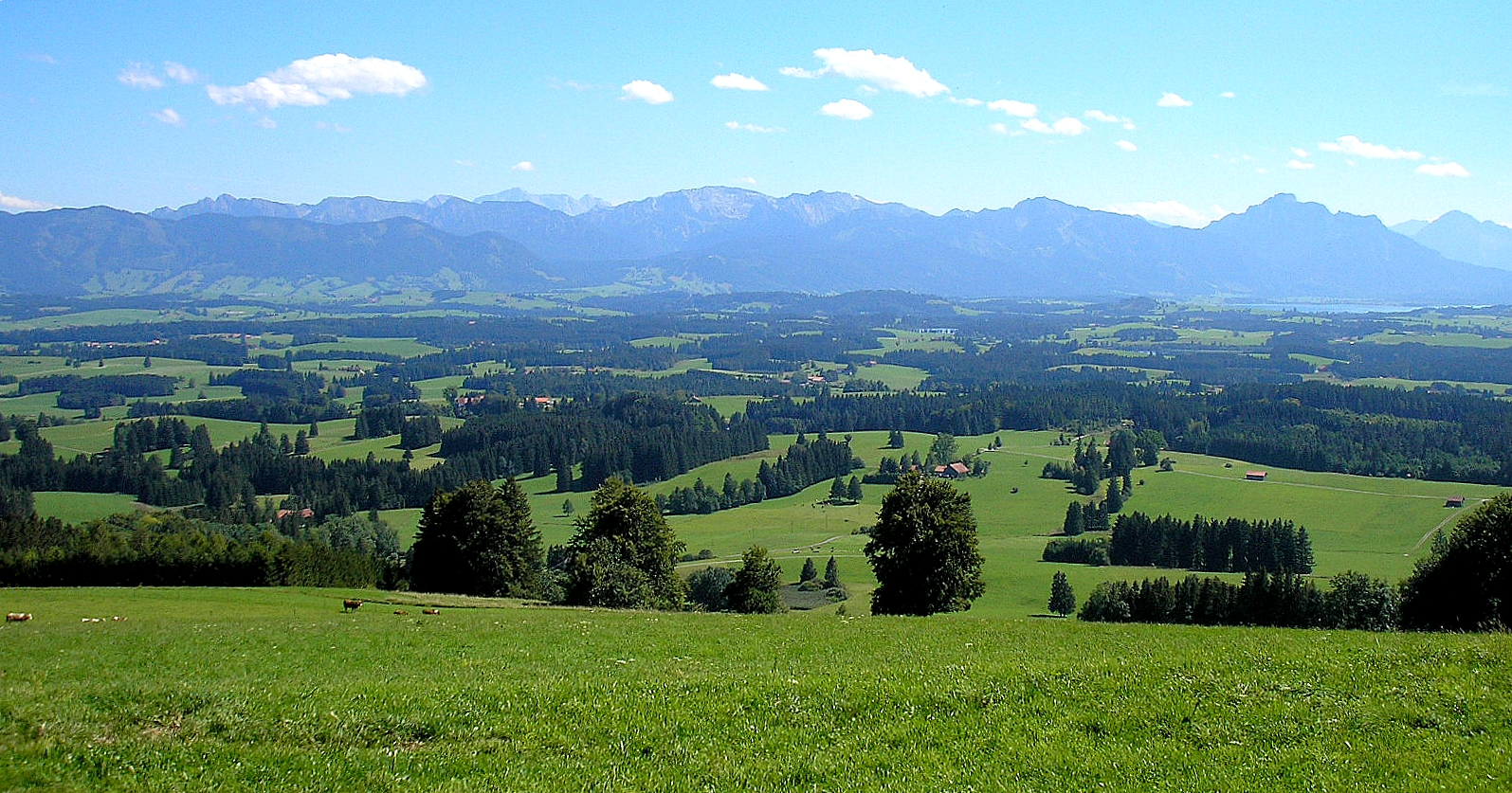
Blick vom Südhang des Auerbergs zu den Ammergauer Alpen

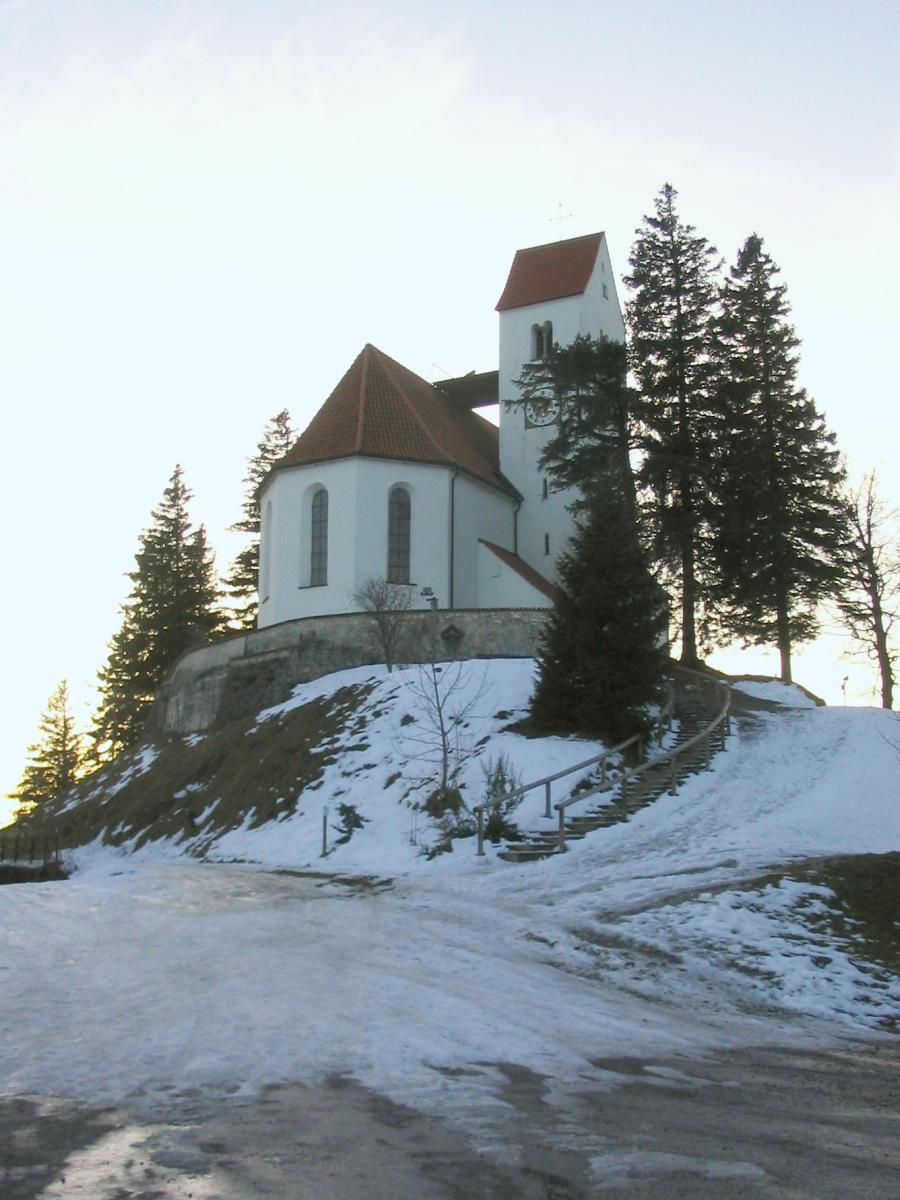
St.-Georgs-Kirche auf dem Auerberg; zwischen Dach und Turm ist die Aussichtsplattform zu erkennen

## Aussichtsmöglichkeit
Von der Aussichtsplattform auf dem Dach der St.-Georgs-Kirche aus bietet sich ein Alpenpanorama, das vom Wendelstein im Osten, über das Wettersteingebirge, die Ammergauer Alpen bis hin zu den Allgäuer Alpen und zum Bregenzerwald im Westen, reicht.

## Sonstiges
Der Auerberg ist der Namensgeber des interkommunalen Zusammenschlusses Auerbergland, welchem Gemeinden rund um den Berg angehören.
Derzeit ist ein Erlebnishotel auf dem Auerberg in Planung. Im Sommer 2007 wurde das alte Gasthaus auf dem Berg wieder eröffnet. Gegen die ursprünglichen Baupläne wurde eine Bürgerinitiative gegründet, die sich den Erhalt der historischen Kulturlandschaft zum Ziel gesetzt hat. Bürger von Bernbeuren und der umliegenden Auerbergland-Gemeinden, Denkmalschutzbehörden, Naturschutzverbände, Politiker, Bayerisches Staatsministerium etc. unterstützen die Initiative, die eine massive Veränderung des Landschaftsbildes an dieser herausragenden Stelle im Alpenvorland befürchtet. Wegen der hitzigen Diskussionen wurden im Oktober 2008 die bestehende Flächennutzungs- und Bebauungspläne von der Gemeinde aufgehoben.
Um den Auerberg ranken sich zahlreiche Sagen, meist mit keltischem, römischen oder christlichem Bezug.
Im Juli 2008 fand die Vereinsgründung der „Interessengemeinschaft Auerberg“ statt. Mitglieder der Initiative sind u. a. auch die bekannte Filmemacherin und Schriftstellerin Doris Dörrie sowie Gäste des Auerberglandes aus dem gesamten Bundesgebiet.

## Verkehrsanbindung und Wandern
Von Bernbeuren führt die WM 19 als Stichstraße auf den Auerberg; am Schlussstück dieser letztlich als Sackgasse durch den auf dem Osthang liegenden Hohenösch verlaufenden Auerbergstraße gibt es Parkplätze. Von dieser Straße zweigt vor Höhenösch eine schmale Gemeindestraße ab, die durch Günther, Prachtsried, Reinharden/Geisenhofen, Buchen und Unterbuchen nach Stötten verläuft. Südlich vorbei am Berg führt der Straßenzug OAL 9–WM 20 von Bernbeuren durch Eschach, Salchenried, Pracht/Weghof und Hofen nach Stötten.
Etwa 200 m südlich des Gipfels verläuft der Münchner Jakobsweg.